# Simala
Simala é uma comuna italiana da região da Sardenha, província de Oristano, com cerca de 399 habitantes. Estende-se por uma área de 13 km², tendo uma densidade populacional de 31 hab/km². Faz fronteira com Baressa, Curcuris, Gonnoscodina, Gonnosnò, Masullas, Pompu.